# تشن ياجون
تشن ياجون هو لاعب كرة قدم صيني في مركز الوسط، ولد في 9 أبريل 1999 في واشوان في الصين. لعب مع نادي غوانغجو آر أند إف.

## وصلات خارجية
- تشن ياجون على موقع قاعدة بيانات كرة القدم.إي يو (الإنجليزية)
- تشن ياجون على موقع Soccerway.com (الإنجليزية)